# فرهاد سپهبدی
فرهاد سپهبدی (زاده ۲۰ اوت ۱۹۲۹ – درگذشته ۶ آوریل ۲۰۱۴) دیپلمات اهل ایران که از ۱۹۷۶ تا ۱۹۷۹ سفیر ایران در مراکش بود.
وی در دانشگاه پاریس (۱۹۴۹) و دانشگاه جرج‌تاون تحصیل نموده بود. در سال ۱۹۵۳ فرهاد سپهبدی با مدرک کارشناسی در رشته اقتصاد از دانشگاه نیویورک فارغ‌التحصیل شد.
پدر وی انوشیروان سپهبدی نیز دیپلمات بود. 